# Xã Grove, Quận Newton, Arkansas
Xã Grove (tiếng Anh: Grove Township) là một xã thuộc quận Newton, tiểu bang Arkansas, Hoa Kỳ. Năm 2010, dân số của xã này là 907 người.